# Jancar-Syndrom
Das Jancar-Syndrom ist eine sehr seltene angeborene Erkrankung mit einer Kombination von Defekten der unteren Gliedmaßen mit geistiger Retardierung und Spastik.
Die Bezeichnung bezieht sich auf den Autor der Erstbeschreibung im Jahr 1967 durch J. Jancar.

## Verbreitung
Die Häufigkeit wird mit unter 1 zu 1.000.000 angegeben, bislang wurden erst wenige Patienten beschrieben.

## Klinische Erscheinungen
Klinische Kriterien sind:
- Krankheitsbeginn als Neugeborenes oder Kleinkind

Das Jancar-Syndrom ist charakterisiert durch eine schwere Intelligenzminderung, spastische Paraplegie (mit verkümmerten unteren Extremitäten) und weiteren distalen Extremitätenanomalien (etwa Ektrodaktylie, Syndaktylie, Klinodaktylie der Hände und Füße).